# Jérôme Romain
Jérôme Romain (Saint-Martin, 12 giugno 1971) è un ex triplista e lunghista dominicense.

## Palmarès

### Mondiali
- 1 medaglia:
  - 1 bronzo (Göteborg 1995 nel salto triplo)

### Giochi panamericani
- 1 medaglia:
  - 1 argento (Mar del Plata 1995 nel salto triplo)

### Campionati centroamericani e caraibici
- 3 medaglie:
  - 2 ori (Città del Guatemala 1995 nel salto triplo; San Juan 1997 nel salto triplo)
  - 1 argento (Città del Guatemala 1995 nel salto in lungo)

### Giochi della Francofonia
- 2 medaglie:
  - 2 argenti (Bondoufle 1994 nel salto in lungo; Ottawa 2001 nel salto triplo)